# Antal Farkas

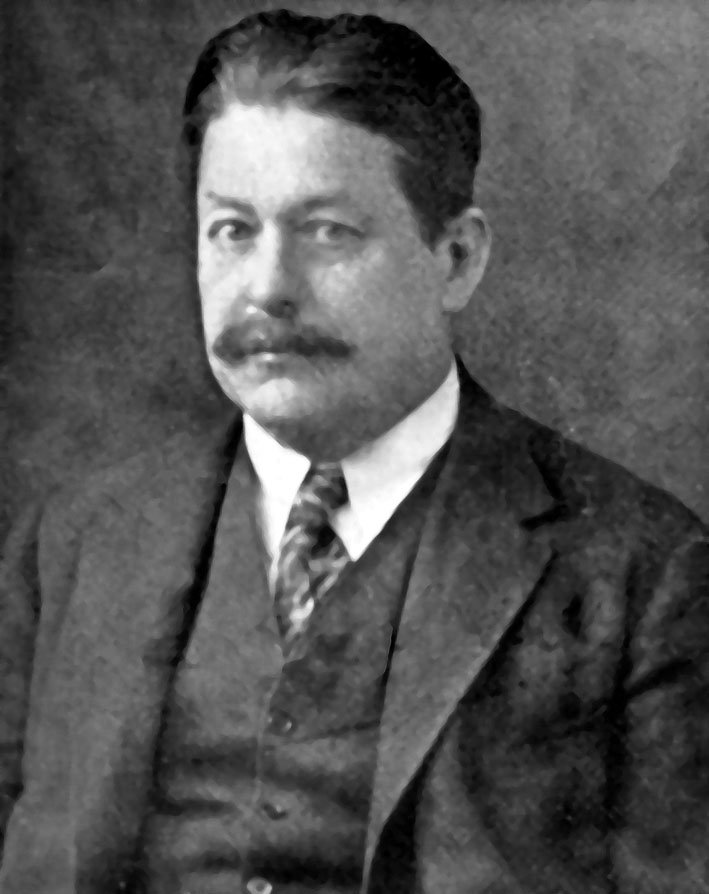
Antal Farkas

Antal Farkas (Szentes, 13 september 1875 -  Boedapest, 28 september 1940) was een Hongaarse dagbladschrijver, schrijver en dichter.

## Biografie
Werd geboren in een verarmde familie van intellectuelen. Vanaf 1902 schrijft hij voor kranten, eerst als redacteur voor Makó és Vidéke daarna als medewerker voor Szegedi Napló, de krant Népszava en het humoristische politieke blad Borsszem Jankó tot 1905.
Hij woonde in Pécel (Hongarije) van 1918 tot 1919. Hij werd verkozen op 5 maart 1919 in de organisatie van de Partij voor Landhervormingen. Wanneer op 22 maart 1919 in Pécel de Raad van Arbeiders, Soldaten en Arme Boeren wordt opgericht legt hij de eed af voor de radenrepubliek.
Aladár Zsedényi zei over hem: “De leraar Antal Farkas uit Szeged in verzeild in de hoofdstad. Een veelkleurige Hongaar, goedgeluimde bohemien, die zijn brood verdiende met het schrijven voor kranten. En indien het chauvinistische Budapesti Hírlap hem een beter contract had geboden, zou hij niet overgestapt zijn naar de krant Népszava. In Pécel was hij niet zo belangrijk. 
Na de val van de radenrepubliek vlucht hij naar Wenen waarvan hij pas in 1928 terugkeerde naar Hongarije.
Men beschouwt hem als een van de voorlopers met betrekking tot de Hongaarse socialistische literatuur.

## Werken

### Gedichten
- Költemények (Mezőtúr,  1894)
- Viharzúgás, pacsirtadal (Mezőtúr,  1899)
- Templomtüzek, vörös zsoltárok (Boedapest,  1914)
- Fekete nóták, vörös ritmusok (Boedapest,  1919)
- Bujdosó Péter nótáskönyve (Wenen,  1922)
- Idegen határon, sótalan kenyéren (Bujdosó Péter néven, Wenen, 1928)

### Romans
- A csanádi parasztbáró (Boedapest, 1907)
- Megnyílt a börtön (Boedapest, 1919)
- Hulló csillagok (Boedapest, 1937)

### Gravures
- Erger-Berger (Róka Tóni néven, Boedapest, 1925)

## Bron
Dit artikel of een eerdere versie ervan is (gedeeltelijk) vertaald vanaf de Hongaarstalige Wikipedia, die onder de licentie Creative Commons Naamsvermelding/Gelijk delen valt. Zie deze pagina voor de bewerkingsgeschiedenis.
- Gemeinsame Normdatei: 134603516
- International Standard Name Identifier: 0000 0001 0977 4318
- Library of Congress Control Number: n94087312
- Nationale Bibliotheek van Israël: 987007299328505171
- Virtual International Authority File: 90771611
- WorldCat: E39PBJqQyJcTGCdfPq8FvfhWDq